# Tortella kmetiana
Tortella kmetiana är en bladmossart som beskrevs av Pilous 1961. Tortella kmetiana ingår i släktet kalkmossor, och familjen Pottiaceae. Inga underarter finns listade i Catalogue of Life.